# José Lamberti
José Lamberti o bien Pepín Lamberti (Montevideo, Estado Oriental del Uruguay, ca. 1847 - Bahía Blanca de la provincia de Buenos Aires, República Argentina, ca. 1915) era un librepensador, empresario bahiense-maragato y una personalidad bonaerense, que aunque ítalo-uruguayo de nacimiento, en sus primeros años de vida sus padres lo llevaron consigo de viaje por el mundo occidental, por acompañar a Giuseppe Garibaldi para lograr su objetivo de unificación italiana, y al retornar con los suyos al Cono Sur en 1852, pasó a residir en la provincia argentina de Entre Ríos en donde se criara, para luego mudarse con su familia a la ciudad de Buenos Aires en 1859, capital del entonces escindido Estado homónimo. 

Una vez unificado el Estado Nacional, consolidado el territorio pampeano como argentino y libre de malones mapuches —después de la famosa Conquista del Desierto de los generales Julio Argentino Roca y Conrado Villegas, apoyados vía marítima por la expedición del comodoro Luis Py con la corbeta Cabo de Hornos del Comandante patriota Luis Piedrabuena y del cirujano de primera clase Federico R. Cuñado— Lamberti se mudó a la ciudad de Bahía Blanca hacia 1880, en donde se convirtió en una personalidad influyente político-social y en un empresario inmobiliario y hotelero, para luego expandir sus negocios a la ciudad de Carmen de Patagones.

Era hermano del poeta Antonino Lamberti, hijo del legionario italiano y capitán de navío argentino Juan Lamberti y cuñado del poeta Matías Behety.

## Biografía hasta la mudanza a la ciudad de Buenos Aires

### Origen familiar y primeros años

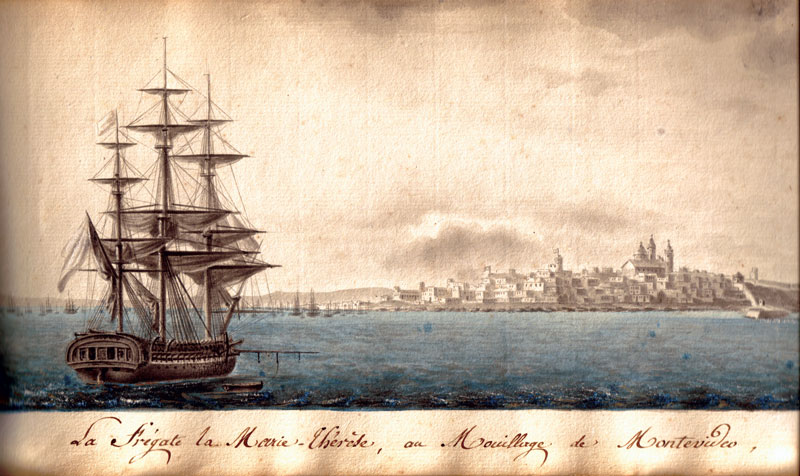
La ciudad de Montevideo vista desde el Río de la Plata.

José Lamberti o bien "Pepín" había nacido hacia 1847 en la ciudad de Montevideo, capital del nuevo Estado Oriental del Uruguay, siendo hijo de ítalo-genoveses cuyos nombres eran el capitán de navío Juan Bautista Lamberti (Chiavari, departamento de los Apeninos del Primer Imperio Francés, ca. 1810 - Buenos Aires, República Argentina, después de 1864) y la hermosa mujer Catalina Cerruti (Chiavari, Reino de Cerdeña, ca. 1824 - provincia de Entre Ríos, Confederación Argentina, ca. 1858),  y quienes se unieron en matrimonio en la misma ciudad hacia 1844.

### Viaje por el mundo occidental de la familia Lamberti con los Garibaldi

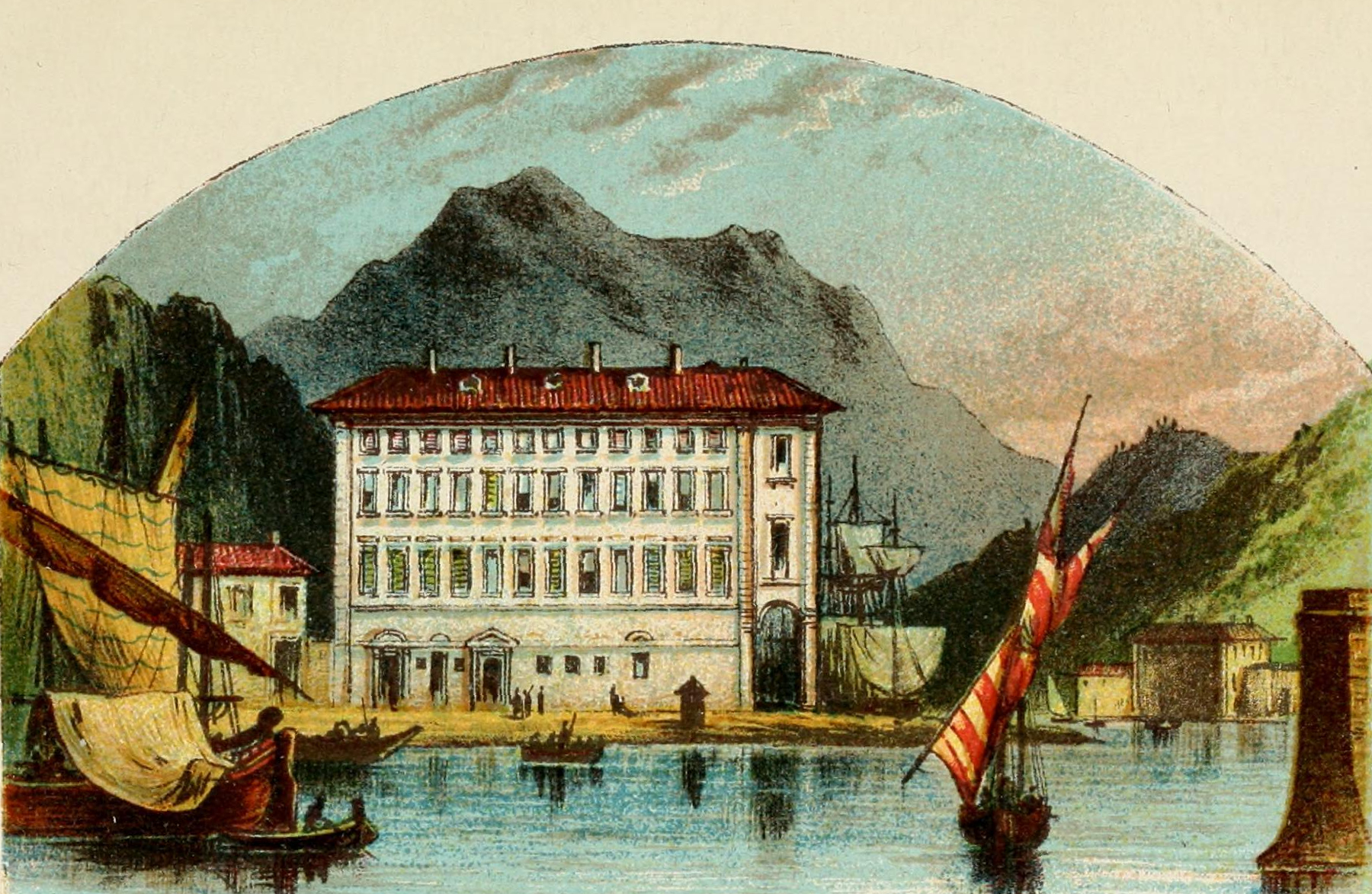
La casa de la familia Garibaldi en Niza del entonces Reino de Cerdeña, en donde residieron en 1848 José Lamberti y su hermano Antonino siendo niños.

Junto a su hermano mayor Antonino Lamberti, sus padres en 1848 los llevaron consigo a Europa, para volver a intentar la unificación italiana, por lo cual tuvo que quedarse con su hermano y los hijos de Giuseppe Garibaldi y de su esposa brasileña Ana María de Jesús Ribeiro, en la casona que tenía la madre de Garibaldi en Niza, capital del condado homónimo que pertenecía al entonces Reino de Cerdeña-Piamonte de la Casa de Saboya.

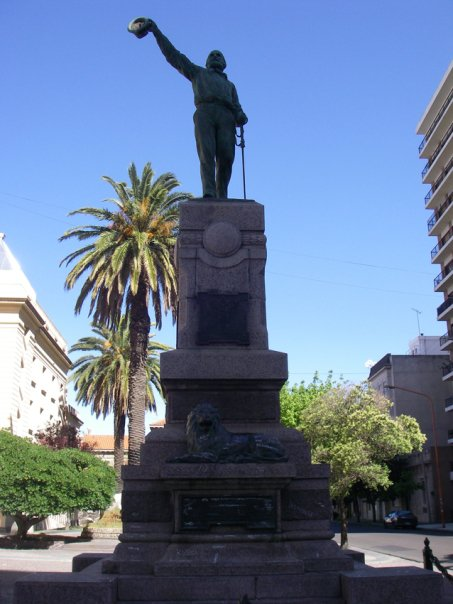
Monumento a Garibaldi cerca del teatro Municipal de Bahía Blanca.

De esta forma su padre y Garibaldi pudieron ponerse bajo las órdenes del ejército del rey sardo-piamontés para intervenir en la Primera Guerra de la Independencia Italiana, con el objetivo de liberar al Reino Lombardo-Veneto del yugo austríaco, que lo ocupaba desde 1815. Luego de la desaparición de la efímera República Romana y la restauración de los Estados Pontificios, sus padres, Garibaldi, Anita y miles de sus hombres procedieron a la huida hacia San Marino el 5 de agosto de 1849.

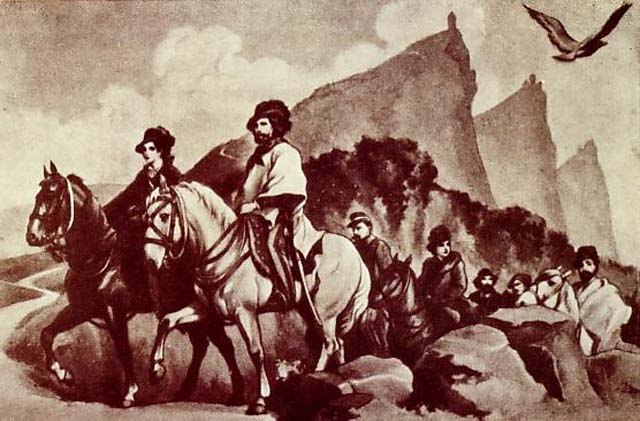
Giuseppe Garibaldi con su esposa Anita y los padres de "Pepín" ubicados detrás de ellos —Juan Lamberti y Catalina Cerruti— además de miles de sus hombres en la huida a San Marino en 1849.

Pero durante el trayecto de dicha huida falleció la esposa de Garibaldi, por lo cual, al pasar por Niza a buscarlos, Giuseppe dejó a los suyos con su abuela, y de esta manera el niño Pepín, su hermano Antonino y sus padres volvieron a emprender otro viaje por el mar Mediterráneo y el océano Atlántico.
Desde el 30 de julio de 1850 el niño José Lamberti pasó con su familia a los Estados Unidos de América para residir en la ciudad de Nueva York, domiciliándose en la casa del inventor toscano-florentino Antonio Meucci. Aparentemente los padres lo anotarían a los tres años de edad como nacido o naturalizado estadounidense.
Cuando finalmente pasaran a Sudamérica se instalaron temporalmente a principios de 1851 en la ciudad de Lima, capital del Perú, luego a mediados del mismo año en la ciudad de Valparaíso, en Chile, y desde 1852 se radicaron definitivamente en la Confederación Argentina, principalmente en la provincia de Entre Ríos.
Posteriormente pasarían a la de Buenos Aires, y de adulto —poco después de la Conquista del Desierto— a la Patagonia argentina nororiental.

### Residencia en la Confederación Argentina, nacionalidad y viaje a Italia

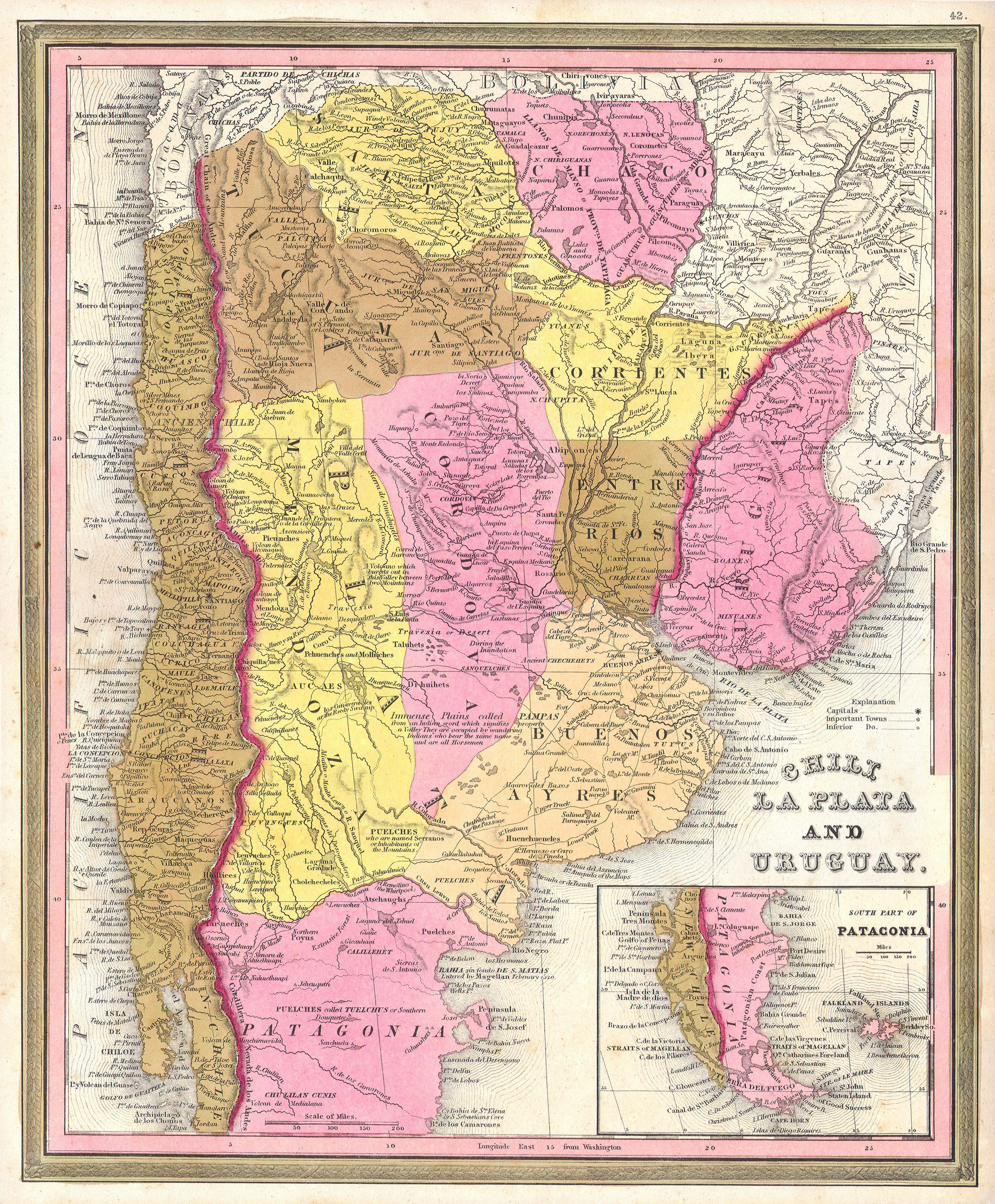
Mapa de la Confederación Argentina en 1846, el Estado Oriental del Uruguay, la República de Chile y otros países limítrofes.

Aunque Pepín fuera uruguayo de nacimiento, solo estuvo un año en dicho país, y luego de viajar por el mundo occidental se radicó con su familia en la ya citada confederación y fue criado desde los cinco años de edad como entrerriano, específicamente en la ciudad de Gualeguaychú, y allí lo nacionalizarían como argentino a los cinco años de edad, aunque posteriormente solo reconociera su nacionalidad estadounidense.
Su hermana menor María Lamberti nació en dicha ciudad en 1857 y al año siguiente falleció su madre, por lo cual, José Lamberti, su padre y sus hermanos Antonio y María se mudaron en el año 1859 a la ciudad de Buenos Aires, capital del entonces escindido Estado homónimo. Por alguna razón, de adulto, este último año lo declararía como fecha de nacimiento, quitándose unos doce años de edad.
A los dieciséis años de edad, hacia 1863, José Lamberti viajó a Italia por alguna razón, en donde conoció a la italiana Isabel Morroni para casarse a temprana edad y quien le daría dos hijas, una nacería hacia 1864 y la otra hacia 1867. Posteriormente volvería a Buenos Aires adonde seguía residiendo su familia, muy probablemente por haber enviudado ya que viajó con sus dos hijas, una de ellas se casaría en Bahía Blanca hacia 1887.

## Consolidación argentina de las pampas y el cambio de residencia a Bahía Blanca

### Colonia agrícola militar de la Legión Italiana en la provincia de Buenos Aires
La colonia agrícola militar Nueva Roma de la «Legión Italiana de Buenos Aires» se había originado a principios de julio de 1856, conformada por 600 soldados de esa nacionalidad y que 26 de ellos instigados por el único argentino del grupo llamado Santiago Calzadilla, al poco tiempo de su existencia, habían formado el motín de los legionarios por la supuesta severidad de su jefe que terminó asesinado, el coronel Silvino Olivieri quien fuera un mazziniano exiliado, compañero de las campañas italianas de Garibaldi y Juan Lamberti.
El 19 de octubre del mismo año, la comisión interventora integrada por el teniente coronel Ignacio Rivas —cuñado del alcalde concordiense Estanislao Panelo y Pérez de Saravia, aliado desde 1846 de Garibaldi y Juan Lamberti y, como elector en 1850, del presidente argentino Justo José de Urquiza— y por los tenientes coroneles Juan Susviela y José Murature nombraron el 28 de noviembre como nuevo comandante al teniente coronel Antonio Susini, quien al año siguiente le sucediera Juan Bautista Charlone hasta 1858, fecha en que fuera abandonada por casi veinte años dicha avanzada.
Susini pasó a ser jefe en 1859 del padre de Pepín y de su hermano Antonino que a temprana edad se convirtiera en soldado, ya que pasó a ser comandante del vapor Guardia Nacional que participó en la campaña de Rosario que derivó en la batalla de Cepeda y en la acción naval de San Nicolás de los Arroyos, y que en 1860 Lamberti lo suplantara como comandante accidental.

### Los tehuelches de la Patagonia oriental reconocen la soberanía argentina
Por otro lado, el cacique principal Casimiro Biguá, del pueblo aonikenk o tehuelche que sucedió a María la Grande, y cuyo territorio abarcaba desde el estrecho de Magallanes hasta el río Negro, siendo su centro de residencia la toldería de la bahía de San Gregorio de la orilla septentrional del citado estrecho, por mediación del marino patriota Luis Piedrabuena se logró el 5 de julio de 1865 que reconociera la soberanía argentina, y consecuentemente en junio de 1866, Biguá fue ascendido a teniente coronel del Ejército Argentino en Buenos Aires, por mandato del entonces presidente Bartolomé Mitre.
De esta manera, el 3 de noviembre de 1869 en la toldería del valle de Genoa —cerca de la actual localidad chubutense de José de San Martín— Casimiro Biguá y cinco jefes principales vasallos de diversos clanes, formalizaron la aceptación de dicha soberanía, izando la Bandera de la Argentina y jurándole fidelidad, por lo cual fue nombrado defensor de los territorios nacionales.

### Pacificación de malones mapuches en las pampas argentinas

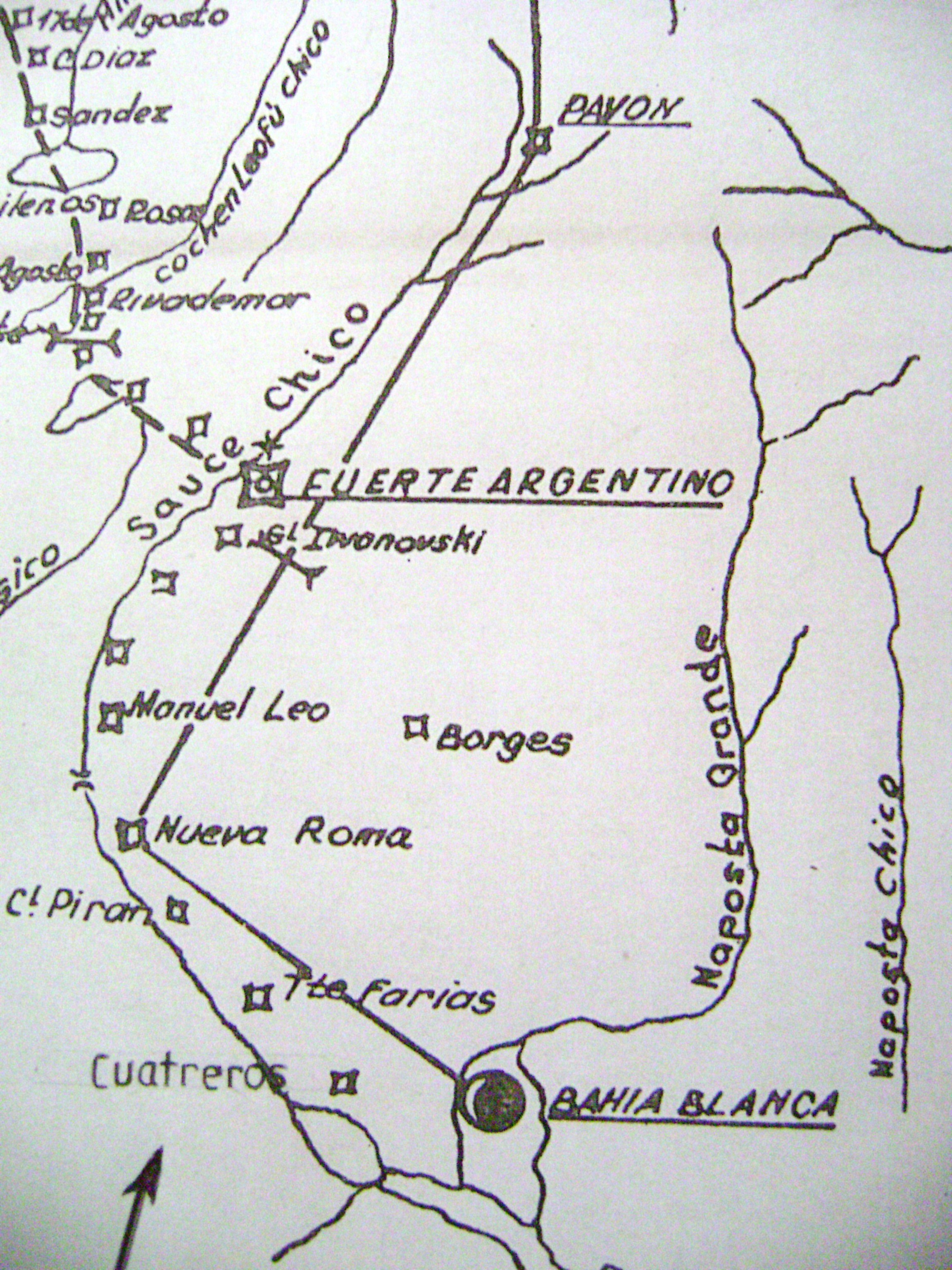
Plano de línea de fuertes, fortines y la Zanja de Alsina, internándose en la Pampa húmeda, en 1877, como defensa ante los malones mapuches invasores, ubicados desde el oeste de Bahía Blanca hacia el noroeste. El fortín Pavón fue erigido en el río Sauce Grande y no en el Chico.

Cuando todavía José Lamberti residía en Buenos Aires durante la presidencia de Nicolás Avellaneda, su entonces ministro de guerra Adolfo Alsina dio la orden desde Olavarría el 16 de marzo de 1876, de ocupar los lugares por donde se debía trazar la nueva línea de fronteras internas con los aborígenes cuatreros invasores mapuches o araucanos, oriundos de Chile. 
En la zona bahiense se encontraba como comandante el teniente coronel Daniel Cerri, cuyas instrucciones consistían en que tenía que situarse con sus soldados entre el nuevo «Fuerte Argentino» —en el Paso de los Chilenos— y la localidad de Bahía Blanca protegida por la Fortaleza Protectora Argentina.
Esta fortaleza había sido fundada por Ramón Estomba el 11 de abril de 1828 para conectar vía terrestre la ciudad de Buenos Aires y el «Fuerte Independencia» —actual Tandil— con la antigua localidad colonial Carmen de Patagones que se encontraba aislada, para lo cual fueron construidos a finales de 1832 el «Fuerte San Serapio Mártir del Azul» y el 22 de abril de 1833, la «Posta El Sauce» —abandonada en 1852 y refundada como «Fortín Pavón» desde 1862 hasta 1879, siendo la actual Saldungaray ubicada a orillas del río Sauce Grande— y el 19 de mayo el «Fortín Colorado».
Estos dos últimos puestos defensivos se erigieron por orden del brigadier Juan Manuel de Rosas que había comenzado su campaña al desierto en el mes de marzo de 1833, gracias a su propio aporte y el del rico empresario Juan Nepomuceno Terrero que suministraron ganado caballar y vacuno, sumado a la donación de dinero en efectivo del ministro Victorio García de Zúñiga, del doctor Miguel Mariano de Villegas, del entonces coronel Tomás Guido y de la familia Anchorena.
En aquel territorio, por la orden antedicha de Alsina, el teniente coronel Cerri debía erigir sobre las márgenes del río Sauce Chico una serie de fortines, siendo el primero de ellos el construido el 27 de mayo de 1876 al oeste de Bahía Blanca llamado «Fortín Paso de los Cuatreros», los otros fueron «Farias», «Piran», «Manuel Leo» y «General Iwanoski». Luego también se reconstruyó el «Fortín Borges» y se reacondicionó el «Fortín Nueva Roma», de la efímera colonia agrícola militar homónima.
Finalmente para reforzar la defensa fronteriza interna, se terminó de construir en 1877 la famosa Zanja de Alsina y para terminar con los protectorados aborígenes bajo bandera argentina se inició la exitosa Conquista del Desierto de los generales Julio Argentino Roca y Conrado Villegas que fueron apoyados vía marítima en Carmen de Patagones por la expedición del comodoro Luis Py.
Dicha expedición estaba compuesta por el monitor Los Andes del comandante Ceferino Ramírez, las bombarderas Constitución de Juan Cabassa y República de Daniel de Solier, la cañonera Uruguay de Martín Guerrico y la corbeta Cabo de Hornos del Comandante patriota Luis Piedrabuena que llevaba a bordo al único cirujano de primera clase Federico R. Cuñado, con los cuales consolidaron la Región pampeana como argentina en 1879 y con la consecuente derrota de los mapuches de Manuel Namuncurá y del cacique Sayhueque del País de las Manzanas, y si bien este último continuó la lucha en la Patagonia oriental, el comerciante José Lamberti con unos treinta y tres años de edad, pasó a residir en la ciudad de Bahía Blanca hacia 1880.

## Empresario de Bahía Blanca y el hotel Londres

### Asociación con el poeta Antonino Lamberti
En el año 1881, Pepín asociado a su hermano y poeta Antonio Lamberti compraron a T. Dumont el hotel homónimo que renombraron Londres y que estaba ubicado en la esquina de las calles O'Higgins y Chiclana, convirtiéndose de esta manera en un empresario hotelero bahiense.

### Conexión ferroviaria con Buenos Aires

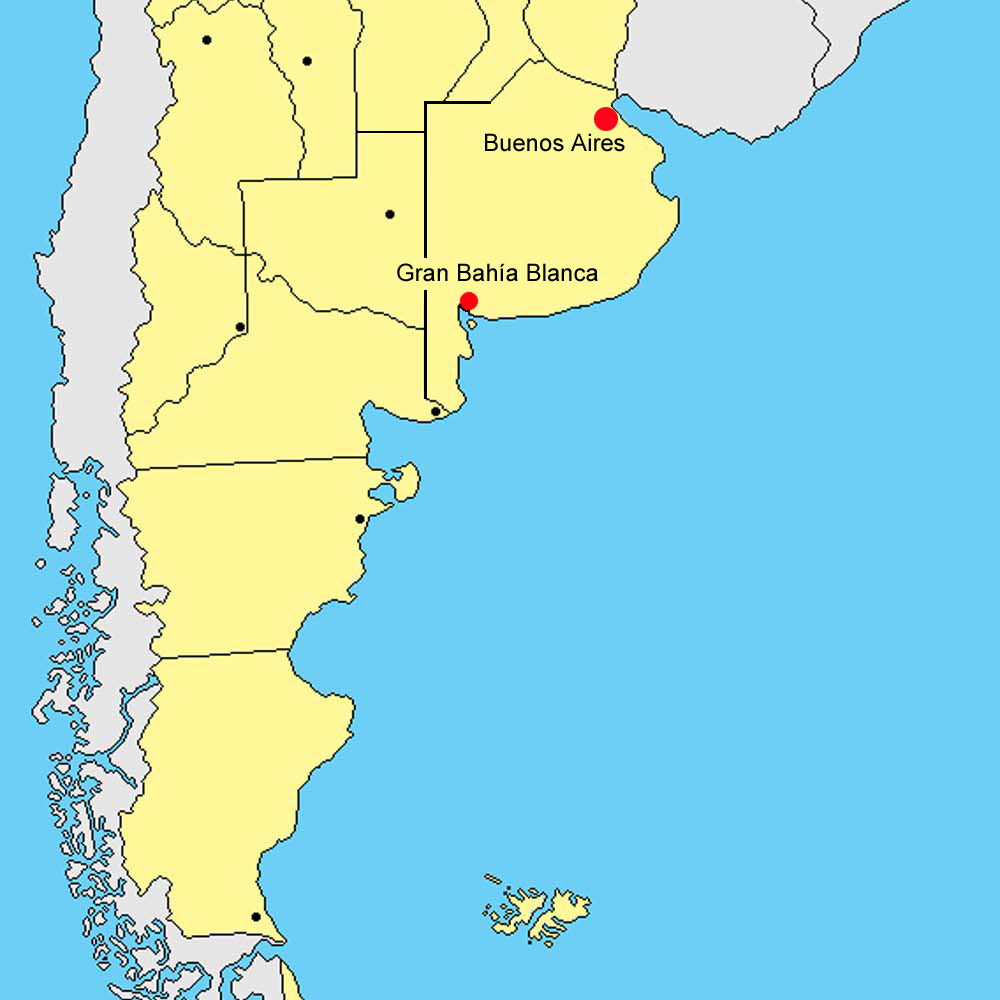
Las ciudades de Bahía Blanca y de Buenos Aires en mapa de las regiones argentinas pampeana y patagónica.

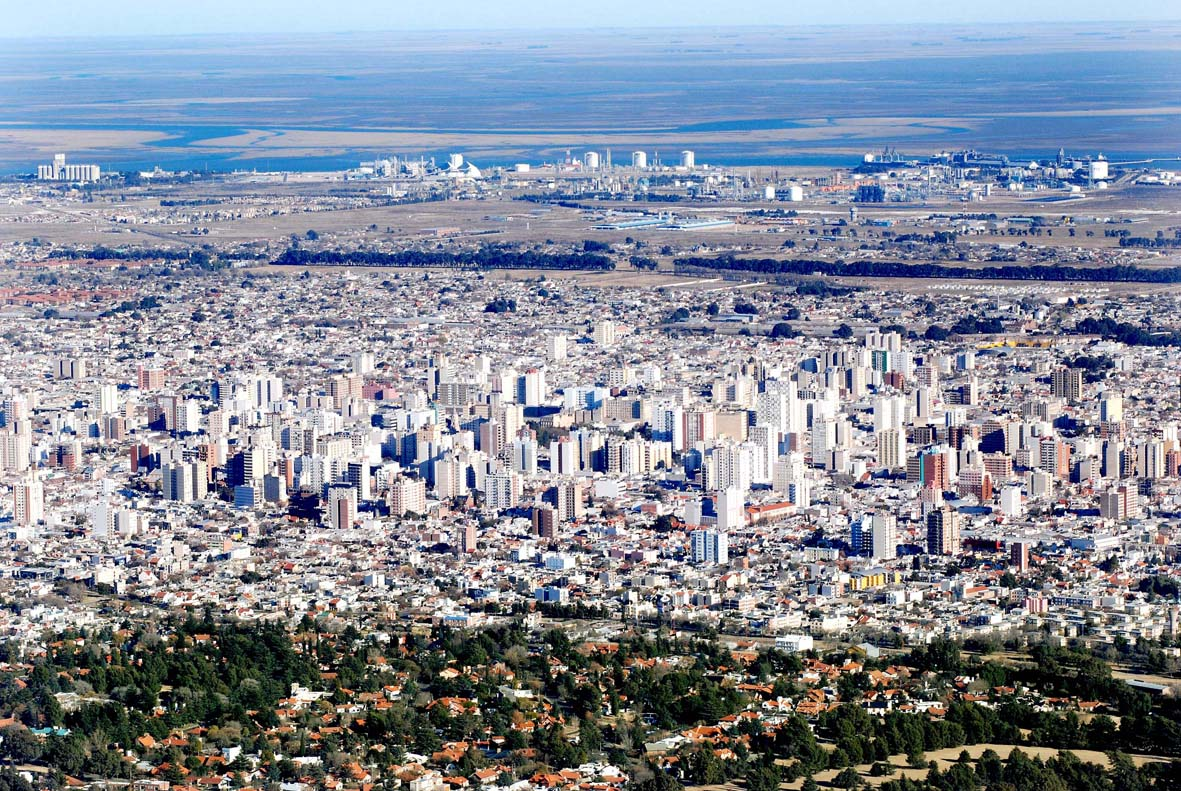
Vista aérea de la actual ciudad de Bahía Blanca.

El Ferrocarril del Sud o bien Buenos Aires Great Southern Railway (B.A.G.S.), que era una empresa de capital británico presidida por el inglés Edward Lumb y su gerente general Edward Banfield, también estaba conformada por algunos ricos empresarios argentinos como José Gregorio de Lezama y Ambrosio Plácido de Lezica, entre otros.
En 1871 había comenzado su expansión hacia el sur por dos frentes, una desde Altamirano que uniría los pueblos de Ranchos, Las Flores y Azul, y la otra, desde Chascomús hacia Dolores, llegando en diciembre de 1880 al pueblo de Ayacucho.
En 1881 dicha empresa, para evitar una posible expropiación de la misma, firmó un convenio donde se comprometía a construir una prolongación desde este último pueblo hasta Tandil, y otro desde Azul hasta Bahía Blanca.
De esta manera se extendió el servicio hasta Olavarría el 15 de marzo de 1883 y finalmente el 26 de abril de 1884 quedó inaugurada la línea férrea a la localidad bahiense, que quedó abierta al público el 7 de julio, por la cual, se podía llegar desde Buenos Aires en tan solo 24 horas. Esta empresa ferroviaria se había convertido en la más extensa del país, con 1.025 km de rieles.

## Influencia político-social bonaerense

### Fundación de la primera logia bahiense
Para entonces, la logia masónica Valle de la Estrella Polar había sido la primera instalada en Bahía Blanca y fue autorizada por el Supremo Consejo de Grado 33 el 7 de marzo de 1885, y los fundadores integrantes de origen italiano eran los siguientes: Domingo Bluno, José Asso, Amos T. Lena, Domingo Martino, Tomás Zolezzi, Luis Niello quien fuera su futuro suegro, el arquitecto Antonio Gerardi, Luis Ferrari, Vicente Salani y Luis Zacheo.
Los de origen francés que la fundaron eran: Juan R. Savignon y Pedro Asserquel, Pablo Noblet, Antonio Guerin, Augusto Flouron. Los de origen español eran: Guillermo Salvá y Miguel Roig. Y por último, Cristian Brandl, dinamarqués, Jorge Mandenich, austríaco y Alejandro Sanguinetti, argentino.

### Compra de tierras bonaerenses y cesión para el ferrocarril
En cuanto al Ferrocarril del Sud, la empresa había gestionado la autorización para construir un muelle en el lugar conocido como «El Puerto» —actual Ingeniero White— hecho concretado el 26 de septiembre de 1885 y con el tiempo se convertiría en un centro de exportación de cereales.
Alejo Benítez como apoderado desde el 2 de agosto de 1888 de Rafaela Leyva de Piccioli, vendió unas tierras bahienses a Juan Linares el 25 del corriente, con poder y escritura de venta hecha ante el escribano López Cabanillas. Al poco tiempo, Linares vendía las mismas a Antonio Gerardi, según escritura otorgada el 5 de septiembre del mismo año, ante el citado escribano. Curiosamente, el 20 del corriente, ante el mismo escribano, Gerardi vendió a José N. Lascano y a José Lamberti las mismas tierras que un mes más tarde, el 25 de octubre del mismo año, una porción sería enajenada para el trazado de vías férreas.
Por la ley del 4 de junio de 1889, el Ferrocarril del Sud fue autorizado a extender sus rieles entre Tres Arroyos y Bahía Blanca, cuya inauguración se efectuó el 1 de diciembre de 1891. Hubo retrasos en las obras debido a las dificultades interpuestas por algunos propietarios y a la necesidad de proceder al juicio de expropiación por parte de la empresa. Por entonces Bahía Blanca ya era el cuarto nodo ferroviario del país.

### Ingreso a la logia Valle de la Estrella Polar
Desde 1891 José Lamberti pasó a integrar dicha logia Valle de la Estrella Polar, junto a unos cincuenta y nueve ciudadanos destacados más, entre los que figuraban Luis J. Viale que fuera secretario del Comité de Inmigración, Saturnino Casanova, Luis Tasca, Roberto J. Payró, Eliseo Casanova, Ángel Brunel, Pedro Jofre, Enrique Goodhall, Carlos Pronsato, Benjamín Molina y Miguel Roassio.

### Petición para erigir al futuro Puerto Belgrano por Dufourq Panelo
El 30 de enero de 1894, Lamberti junto a Simón P. Etchevarne, Hugues, Maimo, Leónidas Lucero, Pedro Forgue y otras ciento dos personalidades bahienses más, peticionaron al entonces presidente argentino Luis Sáenz Peña para que se erigiera un puerto militar en la bahía Blanca, ya que fuera el mejor lugar de la Argentina para ello.

Vista aérea de las actuales localidades de Punta Alta y Puerto Belgrano (en el ángulo superior derecho).

Basándose en dicha petición, el capitán de navío Félix Dufourq Panelo —sobrino materno del alcalde concordiense Estanislao Panelo y Pérez de Saravia, nieto del rico hacendado Julián Panelo de Melo y descendiente materno del teniente de gobernador yapeyuense Francisco Pérez de Saravia y su esposa Sabina Gregoria Josefa de Sorarte Andonaegui y Báez de Alpoin— formuló la tesis que fuera premiada por el Centro Naval en 1895 y que demostraba ser dicho lugar el más propicio para la construcción de un puerto, más precisamente en el tradicional fondeadero entonces llamado Pozos del Belgrano.
Se fundó así el Puerto Militar de Bahía Blanca el 30 de diciembre de 1898  —actual Puerto Belgrano— cuya construcción fuera encargada al ingeniero italiano Luigi Luiggi, a quien por sus obras se le atribuye la fundación de la adyacente ciudad de Punta Alta, el 2 de julio del mismo año.

### Vocal de la Sociedad Rural bahiense y miembro del Tiro Federal
Lamberti fue nombrado el 7 de agosto de 1897 como vocal de la Sociedad Rural de Bahía Blanca que había sido fundada y organizada en su hotel Londres el pasado 7 de abril de 1894 y aprobado su estatuto el 26 del corriente.
Fue conformado su nuevo Directorio por el presidente Bartolomé Tellarini y los siguientes miembros a saber: William Brehmer Harding Green, Ramón Ocilaregui, Eduardo D. Graham, Miguel Lamarque, Guillermo Barker, Jorge Moore, Miguel Ardohain, Eladio Pérez y Carlos Trery, y además como síndico, Carlos Kellner. Desde el 28 de agosto del mismo año, fecha de fundación, también integró la comisión directiva del Tiro Federal de la misma localidad.

### Visita del poeta nicaragüense Rubén Darío

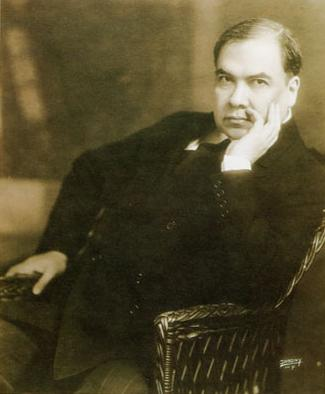
El poeta nicaragüense Rubén Darío.

En el año 1898, el famoso poeta nicaragüense Rubén Darío, un gran amigo de Antonino Lamberti, acompañado por este último y por Pablo Rouquaud cuando viajaron a la gauchesca y también poética Pampa húmeda se alojaron en el hotel Londres, para luego partir a la estancia del doctor Juan Antonio Argerich que había invitado a los tres.

### Miembro del Consejo Escolar y nuevamente vocal de la Sociedad Rural
Hacia 1899 Lamberti formó parte del consejo escolar del distrito junto a Eliseo Casanova y Jorge Liddle, y quienes a petición de varios padres de familia de la zona, intentaron instalar una escuela infantil en Arroyo Pareja para paliar el creciente analfabetismo, aunque dicho proyecto fracasara, sí tuvo éxito en el antedicho puerto militar, y el 30 de abril de 1900, acompañados por el inspector de escuelas Etcheverry y el secretario del consejo Zurita, fueron a elegir un local para la primera escuela fiscal, abalada por decreto nacional del mes de agosto y que terminara siendo construida por el citado ingeniero Luiggi, nombrándola Umberto 1º.
El 30 de junio de 1902 volvió a ser nombrado vocal de la Sociedad Rural, junto a Lamarque, Graham, Ardohain, Augusto Bordelois, Federico W. Mux y Carlos C. Cumming, siendo designado Ocilaregui como tesorero, Moore como secretario, Harding Green como vicepresidente y Tellarini nuevamente como presidente.

## Construcción del nuevo hotel Lamberti en Bahía Blanca

### Compra de terrenos y construcción del hotel
En 1897 había adquirido en la misma ciudad un terreno de 836 m², por unos m$n 25.000, ubicado en la esquina de enfrente de su hotel Londres y con vista a la plaza Rivadavia, en donde encomendó al arquitecto Antonio Gerardi, su amigo, la construcción de un nuevo hotel. En este lugar había funcionado el primer velódromo cuyo propietario había sido Daniel Fehrmann.

### Testigo para la erección de puentes bonaerenses
En el mismo año había sido testigo de un poder de Juan Cambiaggio a su socio Pascual G. Ivancevich para la construcción de tres puentes, dos de los cuales estaría ubicado sobre el arroyo Alegre, entre Cañuelas y Buenos Aires, por el valor de m$n 9.485,08, y el otro sobre el río Salado, en el camino de Lobos a Veinticinco de Mayo. A principios del siglo XX se fundaron en la localidad tres nuevas logias de origen inglés: Albión, White Bay y M.M.M. Bahía Blanca, junto a otras tres como la Bartolomé Mitre, Hijos de la Estrella Polar y Giordano Bruno.

### Venta del nuevo hotel al empresario Álvarez Muñiz
Finalmente el nuevo hotel se vendió en el año 1902 al empresario español Antonio Álvarez Muñiz (f. Bahía Blanca, 28 de enero de 1931), radicado en la ciudad desde 1895 y que en 1896 hubiera puesto en esa misma esquina de la calle Chiclana, una sencilla librería y papelería llamada "Casa Muñiz".

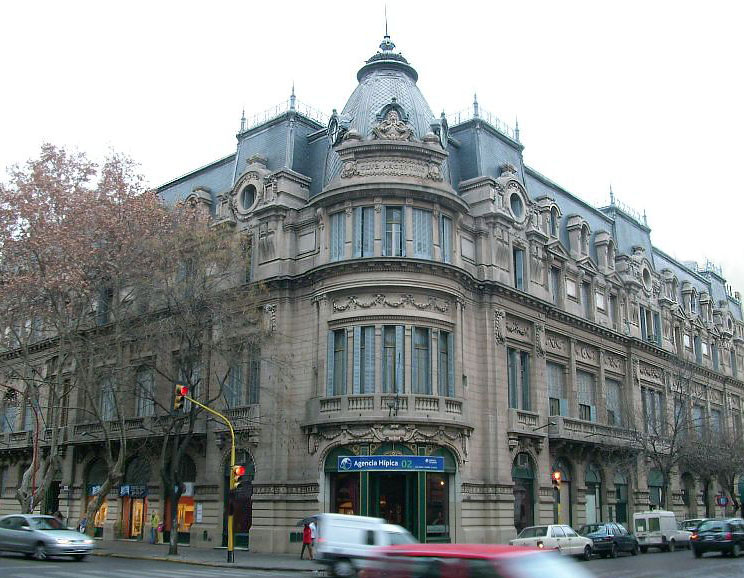
Club Argentino de Bahía Blanca.

### Alojamiento del cantante de tango Carlos Gardel
El nuevo propietario encargó a los uruguayos Ángel y Gaspar Sara la construcción de dos pisos sobre la planta baja existente en donde seguiría funcionando la librería, inaugurándolo el 1 de mayo de 1907, y que pasaría a llamarse "Casa Amueblada La Central".
Posteriormente, el 6 de enero de 1914, por una ampliación del hotel que Lamberti había vendido una década atrás al empresario Muñiz, se lo renombró como "La Central Cooperativa del Comercio", y al poco tiempo, se alojó allí Carlos Gardel que había ido a actuar con el uruguayo José Razzano, y en donde se hospedaría nuevamente en 1924.

## Quinta de Lamberti en las cercanías del fortín Nueva Roma
Hacia el año 1910, Pepín era propietario de la famosa quinta de Lamberti que presentaba una frondosa arboleda y un arroyuelo, situada en las inmediaciones de la antigua colonia agrícola militar y luego fortín «Nueva Roma».
En el año 1912 el Centro Social Sud, una próspera sociedad de Bahía Blanca, había invitado a sus socios a pasar unos momentos de agradables esparcimientos en la quinta antes citada.

## Empresario de Carmen de Patagones y el hotel

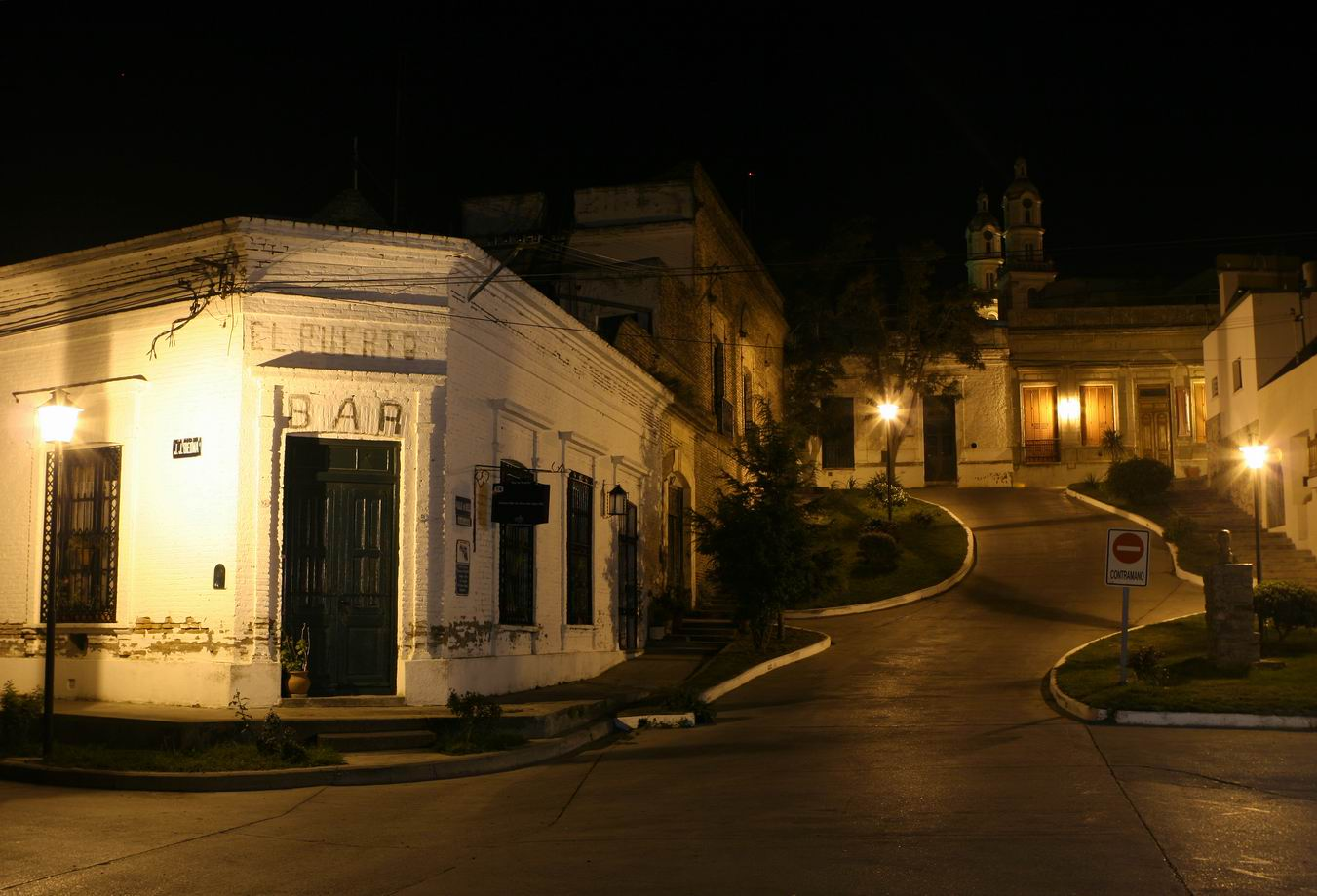
Vistas del pasaje del Fundador, en el barrio colonial de Carmen de Patagones.

## Empresario de Carmen de Patagones y el hotelsigloXX

### Ubicación del nuevo lujoso hotel
Hacia 1910, José Lamberti figuraba en la ciudad de Carmen de Patagones como propietario del distinguido hotel Siglo XX, ubicado en la esquina sur de las calles Comodoro Rivadavia y Alsina.

### Visita del reverendo Griffin Schilling
En enero de 1914 llegaba a dicha ciudad de origen colonial el reverendo metodista alemán John Griffin Schilling (n. Reino de Baviera, Confederación Germánica, 1836), con el objetivo de realizar un sondeo en la zona y quien había hecho un viaje en sulky por 144 km —desde la incipiente «Colonia Emporio Stroeder», adonde  desde el año anterior llegaba el tren— llevado por los hermanos Embrys y Arturo Jones.
Dicho reverendo alemán festejó su vigesimoquinto aniversario de su propia conversión de comerciante a predicador del evangelio en el hotel citado de propiedad de Lamberti, el 21 de diciembre del mismo año. Los rieles del Ferrocarril del Sud recién llegaría a la localidad en el año 1921.

### Fallecimiento
El empresario José Lamberti fallecería hacia 1915 en Bahía Blanca, una ciudad de la provincia de Buenos Aires que había surgido como poblado más de medio siglo atrás bajo la protección de la Fortaleza Protectora Argentina, como defensa ante posibles malones de mapuches invasores.

## La Central Muñiz Cooperativa del Comercio
Luego del deceso de Lamberti, el empresario español Antonio Álvarez Muñiz inició la construcción de un nuevo edificio contiguo al primigenio, en el año 1921, para lo cual contrató los servicios del arquitecto Guido Buffalini.
El domingo 1 de marzo de 1925 se unieron ambos edificios con el nombre de "La Central Muñiz Cooperativa del Comercio" o bien "Hotel Muñiz", en donde volviera a alojarse Carlos Gardel en 1930 y en mayo de 1933, ocupando la habitación n.º 7.

## Matrimonios y descendencia
El empresario José Lamberti se había unido dos veces en matrimonio, las primeras nupcias a muy temprana edad en Italia hacia 1863 con Isabel Morroni (n. Italia, ca. 1848-ib., ca. 1878) y con quien tuvo por lo menos dos hijas:
- Emilia Lamberti (n. Italia, ca. 1864) que probablemente pasaría con su padre a la República Argentina hacia 1879.
- Erminia Lamberti (n. ib., ca. 1867) que también viajó con su padre y probablemente con su hermana a Buenos Aires en el mismo año y en 1880 pasaría con ellos a Bahía Blanca, en donde se casó el 16 de octubre de 1885 en la catedral de Nuestra Señora de la Merced con el talabartero Augusto Piazza (n. Italia, ca. 1858), un hijo de los italianos Giovanni Piazza y Clementina Pezic, y cuando Erminia quedaba embarazada se iba a concebir a la ciudad de Buenos Aires y así nacerían Isabel Piazza hacia 1887 que se enlazaría con Zabala, María Luisa Piazza (n. ca. 1888) que se matrimoniaría con Cortalezzi y Clementina Piazza Lamberti hacia 1889, de quien se hablará más adelante. Probablemente también con los otros dos: Héctor (n. 20 de agosto de 1892) y María Emilia Piazza (n. ca. 1896) que se casaría con Claverie. Una vez que la familia se mudó a la ciudad santafesina de Rosario, los siguientes hijos serían bautizados en la catedral de Nuestra Señora del Rosario, siendo estos: Juan José Piazza que lo bautizaron el 14 de noviembre de 1897 y se casaría con Rosario Escudero, Hugo Augusto el 18 de junio de 1900, Ida María el 8 de febrero de 1902, Alberto Juan el 19 de septiembre de 1904 y Luis Julio Piazza Lamberti el 6 de septiembre de 1907.[53]

El segundo matrimonio de Pepín fue en la ciudad bonaerense de Bahía Blanca hacia 1887 con la muy joven Catalina Niello Piccina (¿ciudad de Como?, Reino de Italia, 1869-Buenos Aires, ca. 1949), una hija del comerciante Luis Niello (n. ib., 1840), integrante fundador de la logia masónica Valle de la Estrella Polar desde el 7 de marzo de 1885, y de su esposa de nombre aún no documentado. Del matrimonio entre José Lamberti y Catalina Niello hubo, por lo menos, siete hijos:
- Ítalo Luis Lamberti[50] (Buenos Aires, 1889[53]-Córdoba, enero de 1961) que se enlazó en Bahía Blanca[53] en 1908 con su media sobrina paterna ya citada Clementina Piazza Lamberti (Buenos Aires, 1889[53]-Coronel Suárez, provincia de Buenos Aires, finales de junio de 1960) y quien sería el heredero del distinguido hotel Siglo XX de Carmen de Patagones y del viejo hotel Londres de Bahía Blanca hacia 1915,[50] por lo cual residió con su familia en la primera ciudad citada para administrar los hoteles, y luego de venderse hacia 1921, regresaron a la ciudad de Buenos Aires en donde fuera nombrado auxiliar 10.º de la Dirección General de Rentas hasta el 31 de enero de 1947, fecha en que se jubilara.[54] Fruto del matrimonio entre Lamberti y Clementina hubo cinco hijos:

- Dora Elisa Ángela Lamberti de Bado (n. ib., ca. 1909), madre del doctor en química Héctor Augusto Bado.
- María del Carmen Lamberti (n. ib., 1911) que en el año 1936 suplantó a su padre que estaba cesante en el cargo que tenía en la Dirección General de Rentas, autorizada por el entonces gobernador bonaerense Manuel Fresco. Al casarse con Carlos Arzadún residiría en la localidad bonaerense de Coronel Suárez.
- José Ítalo Lamberti (Buenos Aires, 10 de marzo de 1913 - ib., 29 de diciembre de 1959) era un militar del Ejército Argentino que alcanzó el rango de coronel de caballería de forma póstuma en el año 1974, y en los primeros años de su carrera como miembro del GOU llegó a formar parte del gobierno del general Ramírez —el entonces coronel Juan Domingo Perón era «secretario de Trabajo y Previsión»— durante la Segunda Guerra Mundial y luego de la Década Infame. En la primera presidencia del ya general Perón y con el rango de capitán, Lamberti fue jefe de Escuadrón San Lorenzo del Regimiento de Granaderos a Caballo General San Martín desde enero de 1950 y en el mismo año fue enviado a principios de agosto hasta el 8 de junio de 1951 a los Estados Unidos de América, para inaugurar la escultura ecuestre neoyorquina del general José de San Martín. Esta había sido donada por la ciudad de Buenos Aires en conmemoración del centenario del fallecimiento del Libertador hipanoamericano —su futuro consuegro, el entonces coronel de infantería Miguel Federico Villegas, exsecretario de «Radiodifusión» del GOU durante la Segunda Guerra Mundial, fue enviado a Santiago de Chile también para hacer el mismo homenaje al Libertador San Martín— y dicha estatua neoyorquina actualmente sigue ubicada en la calle 59 del lado meridional del Central Park. Una vez en Buenos Aires retomó el puesto de jefe de escuadrón hasta el 31 de diciembre de 1951, y durante este segundo período el 28 de septiembre hubo un intento de golpe de Estado del general retirado Benjamín Menéndez. Posteriormente, hacia el año 1954, con el rango de teniente coronel fue asignado como jefe de Escuadrón Ayacucho y Escolta Presidencial de Casa de Gobierno y que una vez surgido el golpe de Estado de la autodenominada Revolución Libertadora en septiembre de 1955, acompañó al presidente Perón hasta su definitivo exilio, lo que le valió ser perseguido por los golpistas que lo hubieran fusilado si no hubiera podido refugiarse en un regimiento de Tandil, en donde había sido destinado con su familia, y protegido por altos mandos. El entonces teniente José I. Lamberti se había unido en matrimonio hacia 1940 con María Esther Nebel Viera —una nieta del concejal sorianense Dionisio Viera Lacarra-Artigas, tataranieta del coronel patriota latinoamericano Pedro José Viera y del marino mercante hispano-catalán Antonio Nin y Soler, y chozna del coronel patriota argentino Martín Lacarra, del general patriota rioplatense José Gervasio de Artigas y del germánico alcalde napoleónico Johann Nikolaus von Nebel— y con quien tuvo seis hijos: Ana María, María Cristina, Eduardo, María Elena, María Marta y Carlos Lamberti.
- Jorge Gaspar Lamberti (n. ib., 1916) era un cartógrafo quien fuera padre del doctor veterinario Jorge Carlos Lamberti.
- Nélida Clementina Lamberti (n. Carmen de Patagones, 1917) quien residiera con su abuela paterna en el lugar de nacimiento hasta 1923, para ser llevada a Buenos Aires y en donde se casaría en 1945 con Carlos Covián, gerente del Banco Industrial, para mudarse a la ciudad de San Luis, luego a Córdoba, después a la ciudad de San Rafael, desde 1962 hasta 1966, de la provincia de Mendoza, y finalmente retornarían a Buenos Aires.

- Elisa Lamberti (n. ca. 1890 - Buenos Aires, después de 1950) falleció soltera.
- Josefina Lamberti (n. ca. 1891 - Buenos Aires, después de 1950) falleció soltera.
- Arturo Lamberti[53] (Buenos Aires,[53] 1892[53] - Carmen de Patagones, antes de 1940) fue criado a temprana edad en Bahía Blanca[53] hacia 1893[53] y quien fuera doctor en medicina[72] que ejerció en Carmen de Patagones.[72] Se enlazó con la hispano-catalana Teresa Baró (f. Buenos Aires, después de 1950) y concibieron una sola hija llamada María Teresa Lamberti "Pituca", que se casaría con el capitán de navío Gustavo García Reinoso.
- Atilio Alfredo Lamberti[53][12] "Bocho" (Buenos Aires,[53] e/ octubre y diciembre de 1894[53] - La Plata, ca. 1961) fue concebido como sus hermanos en la Capital Federal, lo llevaron a Bahía Blanca[53] en donde lo bautizaron[12] y se crio, luego residió en Carmen de Patagones adonde se hizo comerciante[12] y se unió en matrimonio en la Iglesia de Nuestra Señora del Carmen en septiembre de 1928[12] con Clara Carmen Giarotto,[12] y finalmente se convirtió en escribano en la ciudad de La Plata, capital de la provincia de Buenos Aires.
- José Lamberti[53] (n. Buenos Aires,[53] 1895).[53]
- Matilde Lamberti[73] (n. ca. 1900) se crio en Carmen de Patagones y se unió en matrimonio con el doctor en abogacía Eduardo A. Sánchez Ceschi "Lalo",[73][74][75] un juez de la Cámara segunda de apelación del Departamento judicial de La Plata[74] y el autor de "Crónica histórica de Carmen de Patagones entre los años 1852 y 1855",[75] y con quien residió en la ciudad de La Plata[73] para concebir a tres hijas. Sánchez Ceschi como juez el 11 de septiembre[74] de 1947[74] envió una nota dirigida al Senado de la Provincia de Buenos Aires y formulando observaciones al pedido de acuerdo presentado por el Poder Ejecutivo provincial, para designar en su puesto vacante al doctor Oscar V. Menvielle.[74] Por otra parte, Matilde estuvo presente el 27 de abril[73] de 1950[73] en una reunión del consejo directivo de la filial de La Plata del Patronato de Leprosos.[73]